# Takizawa
Takizawa (滝沢市 Takizawa-shi?) es una ciudad localizada en la prefectura de Iwate, Japón. En octubre de 2019 tenía una población estimada de 55.746 habitantes y una densidad de población de 306 personas por km². Su área total es de 182,46 km².

## Geografía

### Localidades circundantes
- Prefectura de Iwate
  - Hachimantai
  - Morioka
  - Shizukuishi

## Demografía
Según los datos del censo japonés, esta es la población de Takizawa en los últimos años.
| 1995   | 2000   | 2005   | 2010   | 2015   |
| ------ | ------ | ------ | ------ | ------ |
| 44.189 | 51.241 | 53.560 | 53.857 | 55.463 |